# Maxima (software)
Maxima este un software de calcul simbolic bazat pe versiunea din 1982 a Macsyma⁠(d). El este scris în Common Lisp și rulează pe toate platformele POSIX cum ar fi Mac OS X, Unix, BSD, și Linux, dar si pe Microsoft Windows. Maxima este software liber eliberat în conformitate cu termenii Licența Publică Generală GNU.

## Istoric
Maxima este bazată pe versiunea din 1982 a Macsyma, care a fost dezvoltată la MIT cu finanțare de la Departamentul Energiei al Statelor Unite al Americii și alte agenții guvernamentale. O versiune a Macsyma a fost  susținută de Bill Schelter din 1982 până la moartea sa în 2001. În 1998 Schelter a obținut permisiunea de la Departamentul Energiei să elibereze versiunea sa sub licență GPL. Această versiune, numită acum Maxima, este menținută de un grup independent de utilizatori și dezvoltatori. Maxima nu include nici una din multele modificări și îmbunătățiri aduse versiunii comerciale a Macsyma în perioada 1982–1999. Deși funcționalitatea de bază rămâne aceeași, codul care depinde de aceste îmbunătățiri poate să nu funcționeze în Maxima, și bug-urile care au fost rezolvate în Macsyma pot fi încă prezente în Maxima, și vice-versa.

## Caracteristici
Maxima include un limbaj de programare complet asemănător ca sintaxa cu ALGOL dar ca semantica se aseamănă cu Lisp. Este scris în Common Lisp, și poate fi accesat din punct de vedere al programării dar și extins, astfel încât ,la bază, Lisp poate fi apelat din Maxima. Maxima folosește Gnuplot pentru desenarea graficelor.

### Calcule numerice
Maxima este un sistem complex de calcul algebric care este specializat în calcul simbolic (calcul algebric) dar oferă posibilitatea efectuării de calcule numerice, cum ar fi calcule cu precizie arbitrară: numere întregi și numere raționale a căror precizie poate crește la mărimi limitate numai de memoria mașinii de calcul, și numere cu virgula mobila a căror precizie poate fi oricât de mare ("bfloats").
Pentru calculele care folosesc intensiv virgula mobilă și matrice, Maxima oferă posibilitatea generări de cod în alte limbaje de programare (în special Fortran) care îl pot executa mult mai eficient.
Maxima este sistem cu utilizare generală, și în special pentru calculele de factorizare a numerelor mari, manipularea polinoamelor extrem de mari, etc.. Uneori rezultatele obținute sunt mai bune decât cele obținute de sistemele specializate.

## Interfețe
Diverse interfețe grafice utilizator sunt disponibile pentru Maxima. wxMaxima este o interfață grafica (GUI) bazată pe wxWidgets. Programele de editare matematice, sub licență GNU, TeXmacs și LyX pot fi utilizate pentru a asigura o interfață grafică pentru Maxima, la fel și pentru Sage.